# Muziekpedagoog
Een muziekpedagoog is onderlegd in de theorie en praktijk van muziekopvoeding in de ruimste zin van het woord. Het werkterrein wordt veelal geassocieerd met muziekonderwijs. Als men het heeft over een musicus die onderwijst in het bespelen van een instrument, spreekt men van pianopedagoog, vioolpedagoog, zangpedagoog en dergelijke.

## Opleiding
Muziekpedagogen met lesbevoegdheid zijn musici met een masteropleiding zang of instrument die de specifieke lerarenopleiding (SLO) hebben gevolgd (ofwel beginnend in het voorlaatste masterjaar ofwel na afloop van de masteropleiding). Daarnaast bestaat er ook een Masteropleiding in de muziekpedagogie. Deze wordt uitsluitend gegeven aan het Lemmensinstituut in Leuven. Voorts kan men in muziekopvoeding afstuderen als professionele bachelor muziek (BaSO) binnen de geïntegreerde lerarenopleidingen aan verschillende hogescholen. Deze opleiding is in Vlaanderen beter bekend als het muziekregentaat. In Nederland heeft de muziekpedagoog een eerste- of tweedegraads onderwijsbevoegdheid of een Master of Education.

## Beroepsperspectief
Door studie van muziekpedagogische bronnen, door analyse en beoordeling van bijvoorbeeld haalbare competenties binnen muziekonderwijsprogramma's en door diepgaande omgang met de muziekeducatieve praktijk, kan de muziekpedagoog een bijdrage leveren aan diverse facetten van muzikale basisvorming (school, muziekschool, cultuur en animatie). Een muziekpedagoog kan ook betrokken worden bij het onderzoek van nieuwe educatieve gebruiken en mogelijkheden inzake klankbeheersing en -bewerking, betreffende bestaande en alternatieve methodieken (muziek beluisteren, instrumentaal spel, creatieve werkvormen) enzovoorts. 
Een muziekpedagoog kan zich ook verdienstelijk maken in het onderzoeken en begeleiden van muzikale beïnvloedingsprocessen in de mediawereld, muziektechnologie, ICT, cultuureducatie (bijvoorbeeld concerten voor jongeren) en de akoestische ecologie (discotheek, geluidsoverlast, gehoorbeschadiging en - bescherming). 

## Onderwerpen
Vraagstukken die in de muziekpedagogie aan bod komen zijn onder meer:
- Gaat solfège vooraf aan een instrument bespelen? Of kan men 'op het gevoel/gehoor' met een instrument overweg?
- Hoe brengt men begrip en gevoel voor muziek bij aan gehandicapten?
- Moet men bij een klavierinstrument meteen met beide handen beginnen te oefenen, of is het beter met de dominante hand eerst vaardigheden te ontwikkelen?
- Vanaf welk stadium van de leervorderingen, begint men het best met groepsmusiceren?
- Hoe gaat men om met studenten met dyslexie en 'nootblindheid'?
- Hoe bereidt men een student voor op een optreden?
- 'Intuïtie' versus 'leren', is muzikale grammatica universeel?
- Hoe benut de student diverse typen geheugens (motorisch, visueel, auditief, sensorisch, additief, holistisch, reductionistisch)?
- Hoe bouw je een interpretatie op? (Wat dicteert een componist in zijn composities, welke vrijheid heb je om af te wijken van een gegeven tekst, binnen welke grenzen speelt 'stijl' bij de uitvoering een rol?)
- Moet een kind / jongere eerst technisch geschoold worden vooraleer aan elementair improviseren en componeren te beginnen of wordt het begin af aan de creativiteit (scheppend vermogen, verbeelding, intuïtie) gestimuleerd?
- Wat is de invloed van muziek en muziekonderwijs op de andere ontwikkelingsdomeinen van (jonge) kinderen?

## Enkele bekende muziekpedagogen
- Cornelius Berkhout
- Jan Coeck
- Carl Czerny
- Theo Ettema
- Magda Evertse
- Willem Gehrels
- Pierre van Hauwe
- Johann Nepomuk Hummel
- Marinus de Jong
- Zoltán Kodály
- Ferdinand Küchler
- Carl Orff
- Jean-Baptiste de Pauw
- Flor Peeters
- Ignaz Pleyel
- Kit Powell
- Paul Schollaert
- Ben Smits
- Daniel Sternefeld
- Friedrich Wilhelm Voigt
- Jan Wijn
- Sjef Ficker
- Herman van Veen